# Karen Aslanjan
Karen Aslanjan (armeniska: Կարեն Ասլանյան), född 22 juli 1995, är en armenisk brottare som tävlar i grekisk-romersk stil.

## Karriär
Vid EM 2025 i Bratislava tog Aslanjan silver i 63 kg-klassen efter en finalförlust mot turkiske Kerem Kamal.